# Norwegische Meisterschaften im Biathlon 1979
Die norwegischen Meisterschaften im Biathlon 1979 fanden vom 2. bis 4. März 1979 in der Kommune Øvrebø in der Provinz Vest-Agder statt. Erstmals nahmen an den Meisterschaften auch Frauen teil. Ausgetragen wurden für beide Geschlechter je ein Einzel- und ein Sprintrennen sowie ein Staffelwettkampf.

## Männer

### Einzel (20 km)
| Platz | Starter        | Verein      | Zeit      | Fehler |
| ----- | -------------- | ----------- | --------- | ------ |
| 1     | Roar Nilsen    | Fagernes    | 1:12:37 h | 1      |
| 2     | Terje Krokstad | Krokstadøra | 1:16:07 h | 5      |
| 3     | Kjell Søbak    | Elverum     | 1:16:21 h | 6      |
| 4     | Svein Engen    | Ringerike   | 1:17:00 h | 5      |
| 5     | Tor Northug    | Steinkjer   | 1:17:02 h | 5      |
| 6     | Jakob Skogseid |             | 1:18:32 h | 4      |

Start: 2. März 1979

### Sprint (10 km)
| Platz | Starter        | Verein      | Zeit      | Fehler |
| ----- | -------------- | ----------- | --------- | ------ |
| 1     | Kjell Søbak    | Elverum     | 35:20 min | 4      |
| 2     | Odd Lirhus     | Voss        | 35:31 min | 3      |
| 3     | Svein Engen    | Ringerike   | 36:47 min | 5      |
| 4     | Ivar Olsen     | Ringerike   | 37:00 min | 3      |
| 5     | Terje Krokstad | Krokstadøra | 37:44 min | 7      |
| 6     | Stig Kvistad   | Kvam        | 37:47 min | 5      |

Start: 3. März 1979

### Staffel (4 × 7,5 km)
| Platz | Starter                                                    | Region            | Zeit      |
| ----- | ---------------------------------------------------------- | ----------------- | --------- |
| 1     | Heine Skogseid Jakob Skogseid Erling Aga Odd Lirhus        | Hardanger og Voss | 2:03:23 h |
| 2     | Stig Kvistad Sveinung Svarte Harald Sotberg Tor Northug    | Inntrøndelag      | 2:10:12 h |
| 3     | Sigvart Bjøntegaard Ola Lunde Tor Svendsberget Kjell Søbak | Østerdal          | 2:10:37 h |

Start: 4. März 1979

## Frauen

### Einzel (10 km)
| Platz | Starter       | Verein   | Zeit      | Fehler |
| ----- | ------------- | -------- | --------- | ------ |
| 1     | Mette Mestad  | Torridal | 48:03 min | 3      |
| 2     | Bente Mestad  | Torridal | 48:21 min | 3      |
| 3     | Lilly Berland | Aarra    | 54:56 min | 6      |

Start: 2. März 1979

### Sprint (5 km)
| Platz | Starter       | Verein   | Zeit | Fehler |
| ----- | ------------- | -------- | ---- | ------ |
| 1     | Bente Mestad  | Torridal |      |        |
| 2     | Mette Mestad  | Torridal |      |        |
| 3     | Lilly Berland | Aarra    |      |        |

Start: 3. März 1979

### Staffel (3 × 5 km)
| Platz | Starter                                          | Region             | Zeit      |
| ----- | ------------------------------------------------ | ------------------ | --------- |
| 1     | Mette Mestad Janne Marit Andreassen Bente Mestad | Agder              | 1:55:07 h |
| 2     | Lilly Berland Eli Midtun Åse Karin Drangsholt    | Hordaland og Agder | 2:13:56 h |

Start: 4. März 1979